# Вільякарр'єдо
Вільякарр'єдо (ісп. Villacarriedo) — муніципалітет в Іспанії, у складі автономної спільноти Кантабрія. Населення — 1765 осіб (2009).
Муніципалітет розташований на відстані близько 310 км на північ від Мадрида, 25 км на південь від Сантандера.
На території муніципалітету розташовані такі населені пункти: Абіонсо, Алоньйос, Барсена-де-Карр'єдо, Педросо, Сантібаньєс, Сото, Тесанос, Вільякарр'єдо (адміністративний центр).

## Демографія
Динаміка населення (INE ):

## Галерея зображень

Розташування муніципалітету
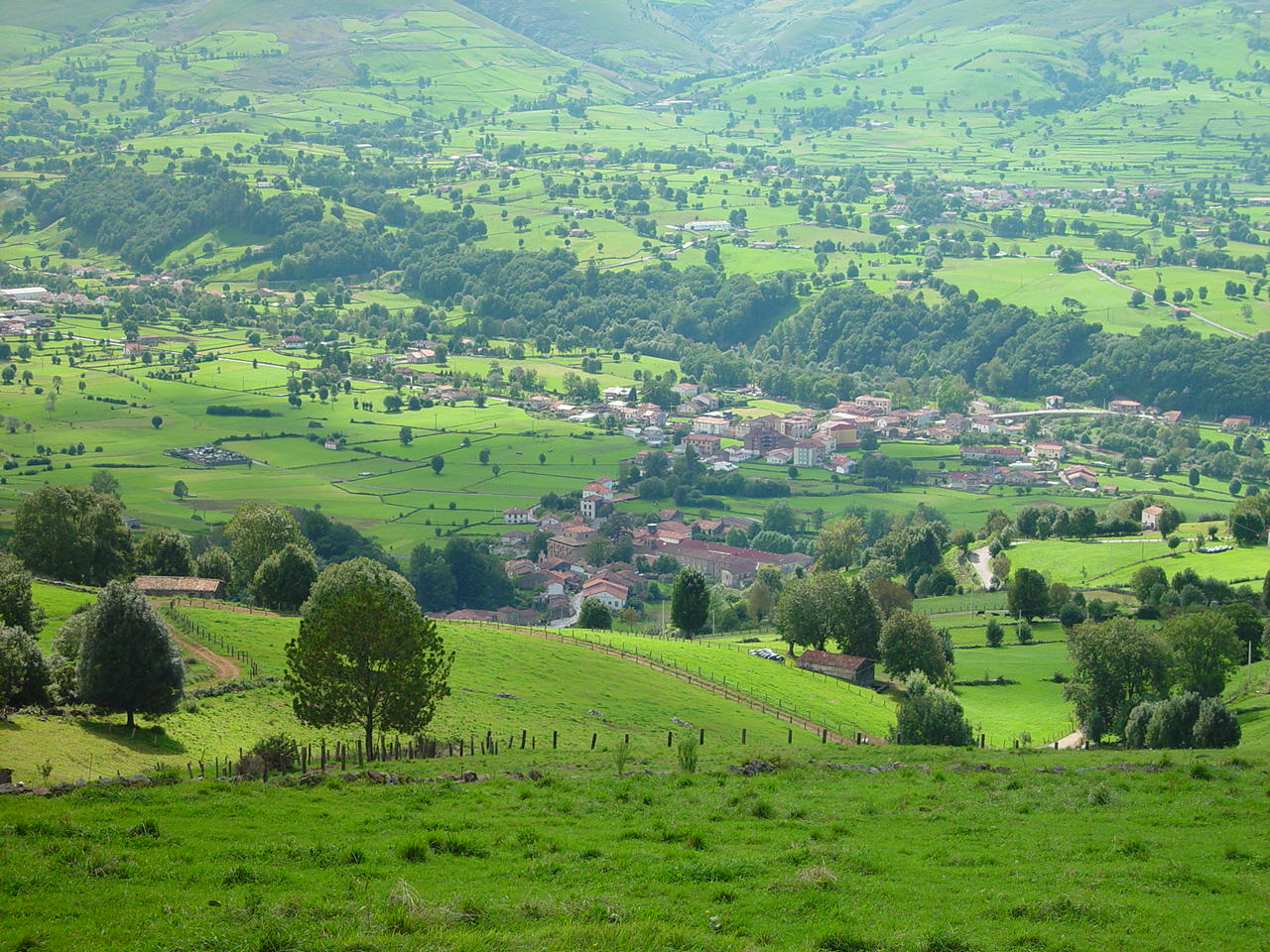
Вільякарр'єдо